# Battle Chasers
Battle Chasers est une série de comic books américains de fantasy créée et dessinée par Joe Madureira, lancée en avril 1998. Cette série fut l'un des comics américains les plus populaires de la fin des années 1990, mais a souffert de graves problèmes de régularité dans le rythme de publication, avec en moyenne environ six mois d'attente entre chaque sortie, et un délai record de 16 mois pour le numéro # 7. Madureira a produit au total neuf numéros en quatre ans (deux à trois par an), un rythme pour lequel il a été critiqué.
Publiée à l'origine par WildStorm sous la collection Cliffhanger (fondée par Madureira avec J. Scott Campbell et Humberto Ramos), la série est reprise par Image Comics en 2001.
Le dernier numéro (#9 publié en septembre 2001) s'achève sur un cliffhanger qui ne sera jamais conclu. En effet, le numéro #10 (prévu pour Novembre 2001) ne sera jamais publié. Joe Madureira quitte alors l'industrie du Comics pour embrasser une nouvelle carrière de designer de jeu vidéo.

## Historique de la publication
Battle Chasers a été l'une des trois premières séries de bandes dessinées publiées sous le label Cliffhanger, fondé par Madureira avec d'autres artistes J. Campbell Scott (Danger Girl) et Humberto Ramos (Crimson) pour la collection de Jim Lee, WildStorm, des éditions Image Comics. Lorsqu'en 1999, Wildstorm est vendu à DC Comics, les titres de Cliffhanger suivent, et les numéros 5 à 8 de Battle Chasers seront publiés par DC, jusqu'à ce que Madureira quitte l'éditeur. Le numéro 9 de Battle Chasers est publié par Image Comics. Madureira annule la sortie du numéro 10, et suspend la série pour fonder la société de développement de jeu vidéo Tri-Lunar avec Tim Donley et Greg Peterson.
Madureira annonce son retour aux comics en août 2005, pour travailler sur un projet avec Jeph Loeb pour Marvel Comics (qui s'avérera être The Ultimates 3). Il a également déclaré que la conclusion de Battle Chasers est «l'une de ces choses auxquelles je pense par moments, et ça m'ennuie de ne pas l'avoir achevée... J'aimerais le faire un jour, mais ce n'est vraiment pas pour tout de suite».
En 2015 Madureira annonce travailler sur une suite du comic-book ainsi que sur un jeu vidéo adapté de la BD. Le jeu vidéo sort à l'été 2017 sur PC et la plupart des consoles du moment.
Après plusieurs années de retard, Madureira a publié des pages d'aperçu sans lettre sur Twitter, en mars 2021. Près de deux années supplémentaires se sont écoulées et Image Comics a publié en juin 2023, un premier comics présentant des illustrations de Lullabi et un nouvel arc narratif, en 3 parutions, #10, #11 et #12.

## Synopsis
L'histoire se déroule dans un univers arcanepunk. L'histoire commence avec un quintette de personnages principaux, comprenant Gully, une fillette de neuf ans dont le père disparaît mystérieusement, laissant derrière lui une paire de gants magiques, accompagnée de Knolan le sorcier et le Golem Calibretto. Garrison, un escrimeur hanté par la mort de sa femme. Red Monika une guerrière poitrinaire qui tente de recruter sans succès Garrisson pour l'aider à libérer un prisonnier. Garrison surmonte sa douleur et se joint à Gully, pour arrêter quatre Méchants extrêmement puissants libérés accidentellement par Red Monika lors de son attaque de la prison.

## Personnages
Garrison
Au début de la série, Garrison est un ivrogne tourmenté par la disparition de sa femme. C'est un escrimeur légendaire et possède une puissante épée magique. Formé au sabre par Red Monika et son mentor Aramus. D'après les travaux préparatoires originaux de Madureira, l'épée de Garrison s'ouvre de manière similaire à l'épée d'Omens des Cosmocats.
Gully
Gully est une fillette de neuf ans dont le père Aramus disparaît mystérieusement en laissant derrière lui une paire de puissant gants magiques. À travers la série, Gully part à la recherche de son père aidée de ses amis Knolan et Calibretto.
Calibretto
Un golem de guerre hors-la-loi avec une personnalité très douce. Il est le dernier de son espèce, après que tous golems guerre aient été condamnés à être détruits. Ses bras peuvent tirer des projectiles.
Knolan
Un puissant magicien âgé d'environ 500 ans qui prend sous son aile la petite Gully. Son compagnon est Calibretto le Golem.
Red Monika
Une voluptueuse chasseuse de primes qui a formé Garrison et qui a eu apparemment une histoire avec lui.

## Publications

### Publications originales
- Battle Chasers Prelude (1998, Image Comics/Wildstorm)
- Histoire dans le magazine Frank Frazetta Fantasy Illustrated #2 (1998, Quantum Cat Entertainment)
- Battle Chasers #1–4 (1998, Image Comics/Wildstorm)
- Battle Chasers #5–8 (1999-2001, DC Comics/Wildstorm)
- Battle Chasers #9 (2001, Image Comics)

### Publications françaises
- Battle Chasers #1 (04/1999, Semic, #1-2-3)
- Battle Chasers #2 (07/1999, Semic, #4-5)
- Battle Chasers #3 (04/2000, Semic, #6)
- Battle Chasers #0 (06/2000, Semic, #0)
- Battle Chasers #4 (07/2001, Semic, #7-8)
- Battle Chasers #5 (01/2002, Semic, #9)
- Battle Chasers tome 1 (Cartonné, 06/2000, USA Editions, #0-3)
- Battle Chasers tome 2 (Cartonné, 04/2001, USA Editions, #4-6)

## Jeu vidéo
- 2017 : Battle Chasers: Nightwar : édité par THQ Nordic et développé par Airship Syndicate, le studio de Joe Madureira.